# Carex capillacea
Espèce
Classification phylogénétique
Carex capillacea est une espèce de plantes du genre Carex et de la famille des Cyperaceae.